# Archaeopterygidae
Archaeopterygidae — родина манірапторових динозаврів, які жили в кінці юрського періоду, 151—148 млн років тому. У більшості сучасних класифікацій, родина містить тільки рід Археоптерикс (Archaeopteryx). Як випливає з назви, протархеоптерикс (Protarchaeopteryx) також включали в цю групу, але більшість палеонтологів тепер вважають його овіраптозавром. Інші дослідники включають сюди роди Jurapteryx, Wellnhoferia та Proornis, які ймовірно, є синонімами археоптерикса (перші два) або не належать до цієї групи (Proornis). Jinfengopteryx спочатку був описаний як археоптеригід, хоча пізніше було показано, щоб він належить до троодонтид. У кількох дослідженнях роди Anchiornis і Xiaotingia (зазвичай вважаються більш примітивними членами дромеозаврів), відносять до Archaeopterygidae, хоча наступні дослідження не змогли прийти до того ж результату. Невизначеності ще існують і не можливо з упевненістю заявити, чи є археоптеригіди тісно пов'язані з сучасними птахами чи дейноніхозаврами.